# Тетерківська сільська рада
55°32′45″ пн. ш. 27°15′0″ сх. д. / 55.54583° пн. ш. 27.25000° сх. д.
Тете́рківська сільська рада (біл. Цяце́ркаўскі сельсавет) — адміністративно-територіальна одиниця у складі Браславського району, Вітебської області Білорусі. Адміністративний центр сільської ради — село Тетерки.

## Розташування
Тетерківська сільська рада розташована у північній частині Білорусі, на північному заході Вітебської області, на північний схід від районного центру Браслав.
На території сільської ради розташовано більше десятка озер, найбільші із них: Укля (9,83 км²), Густати (2,4 км²), Іказнь (2,38 км²), Іново (1,27 км²), Висяти (1,05 км²).

## Склад сільської ради
До складу Тетерківської сільської ради входить 49 населених пунктів:
| - Антоново — село. - Білобоки — село. - Бієйки — село. - Бондоровщина — хутір. - Борові — хутір. - Бороденичі — село. - Буевщина — село. - Відрадне — село. - Висяти — село. - Вугли — село. - Голубівщина — село. - Густати — село. - Гущино — село. - Дирничі — село. - Заполевщина — село. - Запружани — село. - Зарічани — хутір. | - Іказнь — агромістечко. - Іново — село. - Іново Мале — село. - Ісаківці — село. - Клявси — село. - Колесніки — село. - Конціїновка — село. - Конціново — хутір. - Леонковичі — село. - Лінковщина — село. - Мільки — агромістечко. - Петкуни — село. - Підгайці — село. - Піддубники — село. - Пожарддя — село. - Пасютішки — хутір. - Рафалово — село. | - Репище — село. - Реути — село. - Рисевічи — село. - Рудобість — село. - Самуйли — село. - Слобода-Соснівка — село. - Солоковщина — село. - Споруни — село. - Старики — село. - Стрижкі — село. - Судніки — село. - Тетерки — село. - Хутори Іказненські — село. - Укля — село. - Шавляни — село. |